# Adelmo Goncalves Folha Neto
Adelmo Goncalves Folha Neto (* 7. Juni 1997 in Aracaju, Sergipe, Brasilien) ist ein brasilianischer Beachvolleyballspieler.

## Karriere
Mit verschiedenen Partnern erreichte der im Bundesstaat Sergipe geborene Sportler 2018 und 2019 jeweils einen fünften Rang bei Turnieren der südamerikanischen Beachserie. Ab 2022 spielte er mit Mateus De Paula zusammen. Die Brasilianer wurden Siebzehnte bei der FISU Studentenweltmeisterschaft in Maceió. Im folgenden Jahr standen sie als Dritte bei einem Turnier der polnischen Beachserie zum ersten Mal auf dem Stockerl. Bei den Futures in Warschau und auf Mallorca ereilte sie das Aus im Viertelfinale, in Miguel Pereira belegten sie den vierten Platz. Beim Challenge in Haikou und beim Elite16 in João Pessoa scheiterten sie ebenso in der Qualifikation wie eine Saison später bei gleichwertigen Events. Bei der Südamerikatour wurden sie 2024 einmal Zweite, bei den Futures in Warschau und Brünn belegten sie den geteilten fünften Rang. Im November trat Adelmu mit André beim Elite16 in Rio de Janeiro an. Im Pool B verloren sie zwar ihre Begegnung gegen die Weltmeister und Olympiasieger Anders Mol / Christian Sørum, besiegten aber zuvor sowohl die amtierenden Europameister Mārtiņš Pļaviņš / Kristiāns Fokerots als auch danach die Deutschen Philipp Huster / Maximilian Just. Nach der Niederlage gegen Serhij Popow / Eduard Resnik beendeten sie den Wettbewerb als Neunte. 2025 bildeten Goncalves und De Paula wieder ein Beachduo und belohnten sich beim ersten Challenge des Jahres in Yucatán nach überstandener Vorausscheidung mit dem Gruppensieg und dem anschließenden Viertelfinaleinzug. Obwohl sie die folgende Begegnung gegen die Finalisten Yves Haussener / Julian Friedli in drei Sätzen knapp verloren, war dies ihr bestes bis zu diesem Zeitpunkt erzieltes Ergebnis bei einer hochwertigen FIVB Veranstaltung.